# Encheiridion macrorrhynchium
Encheiridion es un género monotípico con una única especie: Encheiridion macrorrhynchium  de orquídea de hábitos epífitas. 

## Descripción
Es una orquídea de pequeño tamaño, que prefiere el clima cálido. Tiene hábitos de epífita creciendo con un tronco corto que da lugar a unos pocas raíces lisas cilíndricas o ligeramente aplanadas,  5 a 7 hojas agudas a acuminadas y nervadas. Florece en el verano en un máximo de 5 inflorescencias, cilíndricas, erectas a arqueadas de 10 cm de largo, con hasta 20  flores.

## Distribución y hábitat
Se encuentra en Costa de Marfil, Ghana, Liberia, Nigeria, Camerún, Guinea Ecuatorial, Gabón, República Centroafricana, Zaire, Uganda y Zambia en los bosques ribereños y bosques densos de alta pluviosidad en las ramitas y ramas pequeñas en elevaciones de 1000 a 1100 metros. 

## Taxonomía
Encheiridion macrorrhynchium fue descrita por (Schltr.) Summerh. y publicado en Botanical Museum Leaflets 11: 162. 1943.
Sinonimia
- Angraecum macrorrhynchium Schltr.
- Microcoelia macrorrhynchia (Schltr.) Summerh.[3]
- Angraecum macrorhynchium Schltr. 1905;
- Gussonea macrorhynchia (Schltr.) Schltr. 1918[2]